# Megara
Megara (griechisch Μέγαρα (n. pl.)) ist eine der ältesten Städte Griechenlands. Die Hafenstadt am Saronischen Golf liegt in der Region Attika – gut 30 Kilometer westlich der Landeshauptstadt Athen auf der rund 20 Kilometer breiten Landenge, die Mittelgriechenland mit der Peloponnes verbindet. Sie war in der Antike die Hauptstadt der von Dorern besiedelten Landschaft Megaris. Heute liegt Megara an der Schnellstraße von Athen nach Korinth. Bei der Verwaltungsreform 2010 wurde die bis dahin selbständige kleine Gemeinde Nea Peramos Νέα Πέραμος (f. sg.) (8293 Einwohner) mit Megara vereinigt.

## Geschichte
Megara war bis etwa 660 v. Chr. als Seemacht auf dem Höhepunkt ihrer Geschichte. Wegen ihres Bevölkerungsüberschusses war die Stadt in Archaischer Zeit maßgeblich an der Gründung großer griechischer Kolonien beteiligt. Zu ihren Gründungen zählten Megara Hyblaia, Astakos, Herakleia am Schwarzen Meer sowie Chalkedon am Bosporus. Nach Kämpfen mit Athen und Korinth verlor die Stadt jedoch viele ihrer Gebiete und damit auch an Bedeutung. Diese Gebietsverluste führten zu internen Machtkämpfen und der Ablösung der Aristokratenherrschaft durch eine Oligarchie.
Megara suchte Anschluss an den Peloponnesischen Bund, verließ ihn aber bereits 461 und wandte sich Athen zu. Nach einem verheerenden Krieg zwischen Athen und Korinth (459–458), während dessen Megara belagert wurde, musste Athen 451 die Stadt räumen. Daraufhin trat Megara 446 wieder dem Peloponnesischen Bund bei. Als Athen 432 eine Handelssperre gegen Megara verhängte und es dadurch von den Märkten der Ägäis ausschloss, wandte es sich an den Bündnispartner Sparta und trug damit dazu bei, dass die beiden Machtblöcke in den Peloponnesischen Krieg (431–404 v. Chr.) gerieten.
Während dieses Krieges gelang es dem Athener Nikias 427, die Insel Minoa zu besetzen. Bald danach fand in Megara ein Aufstand der Demokraten statt, den der Feldherr Demosthenes unterstützte. Diese Erhebung führte zwar nicht zum Wechsel ins athenische Lager, hatte aber die Besetzung des Hafens Nisaia durch Athen zur Folge. Der Kampf um Megara verharrte danach in einer Pattsituation, welche die Stadt nachhaltig schädigte.
Kurz nach dem Ende des Peloponnesischen Krieges erhob sich Megara 394 gegen die „drückende spartanische Vorherrschaft“ und wurde zu einer unabhängigen Polis mit einer demokratischen Verfassung. Bis in die 330er Jahre erlebte die Polis eine zweite Blütezeit. 338 musste die Stadt sich dem Korinthischen Bund anschließen, den der makedonische Herrscher Philipp II. mit den Hellenen schloss. In der Zeit der Diadochen kam Megara 308 unter die Herrschaft des Ptolemaios I. Bereits ein Jahr später wurde es von Demetrios Poliorketes eingenommen und geplündert. Das führte zum endgültigen Niedergang der Stadt. 230 trat die Stadt, die kurzzeitig unter makedonischer Herrschaft gestanden hatte, dem Achäischen Bund bei.
146 wurde Megara von den Römern besetzt. Im römischen Bürgerkrieg ergriff die Stadt die Partei des Gnaeus Pompeius Magnus und hatte daher unter den Vergeltungsmaßnahmen von Gaius Iulius Caesar zu leiden, der sie durch den Legaten Calenus erstürmen ließ. In der römischen Kaiserzeit war Megara eine bescheidene Landstadt.
Vom 4. bis 6. Jahrhundert n. Chr. war es Bischofssitz. Mit der Gründung des lateinischen Kaiserreiches 1204 fiel Megara an Bonifatius von Montferrat. 1311 wurde die Stadt von Katalanen besetzt, die sie 1371 an Venedig abtraten. Die Venezianer hatten 1364 unweit der Stadt einen Sieg über die osmanische Flotte errungen und hatten für wenige Jahrzehnte die Vorherrschaft in diesem Bereich inne. Bereits 1374 wurde die Stadt an den Florentiner Nerio I. Acciaiuoli verkauft. Im Besitz seiner Nachfahren blieb sie bis zu ihrer Eroberung durch die Türken im Jahre 1456. Die Stadt wurde erst im griechischen Freiheitskampf gegen das Osmanische Reich befreit und war 1832 eines der Zentren dieses Kampfes.

## Ausgrabungen
Die antike Stadt hatte zwei Akropolen, Karia und Alkathoos, wo man die Reste des Athene-Tempels festgestellt hatte. Von allen Überresten der alten Siedlung hat sich nur das Brunnenhaus des Theagenes gut erhalten. Es liegt im Bereich der Agora. Außerdem kann man noch die Spuren einer Stadtmauer und eines Aquädukts sehen.

## Mythische Könige von Megara
- Kar, Sohn des Phoroneus und der Kerdo, erster König von Megara
- Lelex, Sohn des Poseidon und der Libye, regierte 12 Generationen nach Kar
- Kleson, Sohn des Lelex und der Kleocharia
- Pylas, Sohn des Kleson, Vater der Pylia
- Pandion, Sohn des Kekrops II. und der Metiadusa, Gatte der Pylia
- Nisos, Sohn des Pandion und der Pylia, Vater der Iphinoe, Eurynome und Skylla

Nisos wurde im Krieg von Minos getötet. Nach ihm regierte entweder Minos selbst oder:
- Megareus, Sohn des Poseidon und der Onchestes, Gatte der Iphinoe
- Alkathoos, Sohn des Pelops und der Hippodameia
- Hyperion, Sohn des Agamemnon, letzter König von Megara

Danach wurde Megara von gewählten Beamten regiert.

## Ehemalige Kolonien
- Megara Hyblaea
- Chalcedon (heute Kadıköy)
- Herakleia Pontike

## Persönlichkeiten
- Theagenes, Tyrann von Megara
- Euklid (vermutlich um 450 v. Chr.–vermutlich zwischen 369 und 367 v. Chr.), Philosoph, Schüler des Sokrates
- Eupalinos, Ingenieur

## Einrichtungen des heutigen Megara
- Mittelwellenrundfunksender mit 180 Meter hohen Sendemast, aktiv auf 666 und 981 kHz

### Flugplatz Megara
Der Flugplatz Megara (, ICAO: LGMG) liegt in der Nähe des Dorfes Pachi, 2 Kilometer von Megara und 60 Kilometer vom Zentrum von Athen entfernt. Die beiden parallelen asphaltierten Start- und Landebahnen (Ausrichtung: 08/26) sind 1.205 m lang und 38 m breit. Der Flugplatz liegt auf einer Höhe von 4 m (12 ft) über dem Meeresspiegel.